# Kate Richards O'Hare

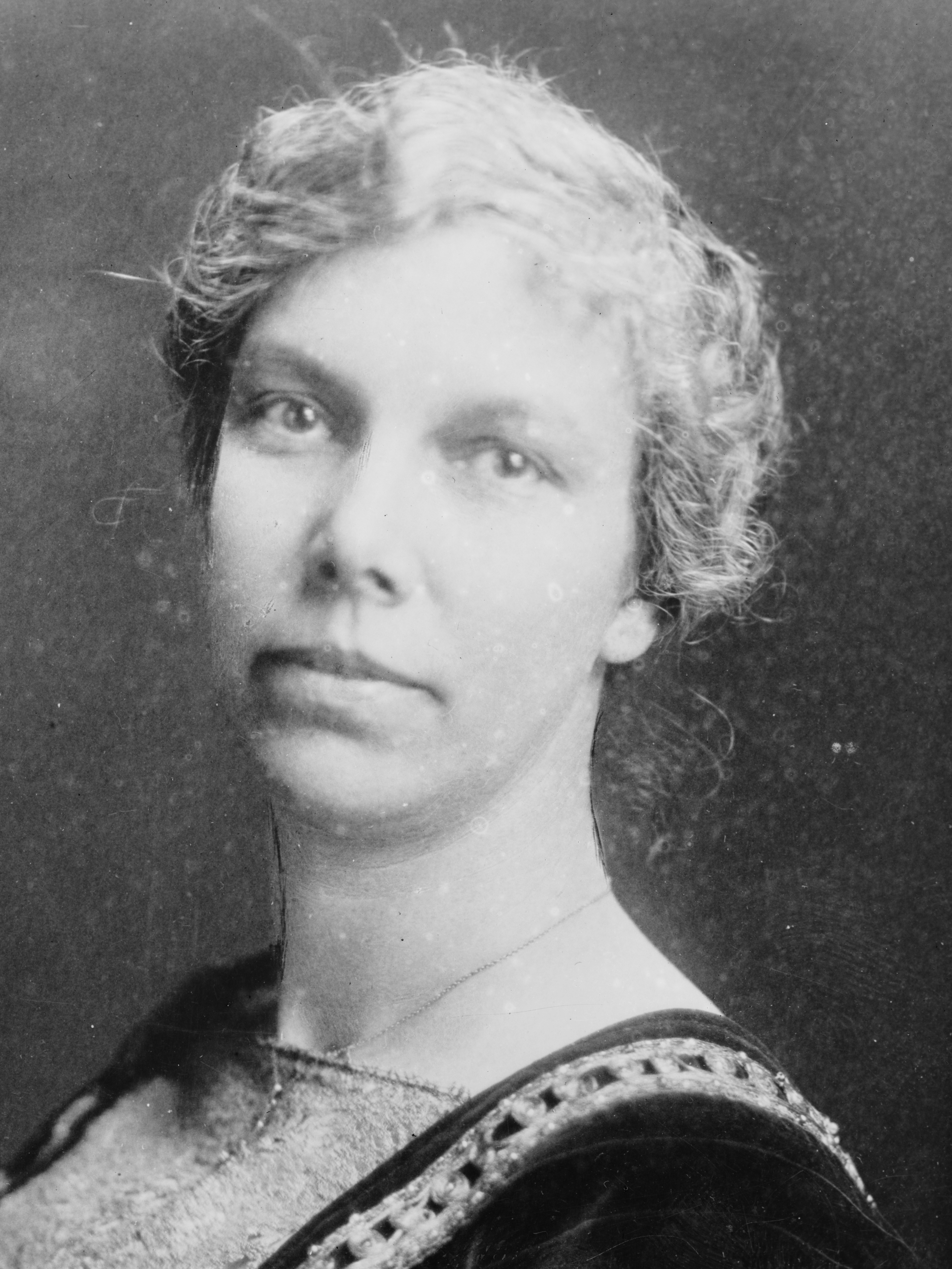
Kate Richards O'Hare en 1915

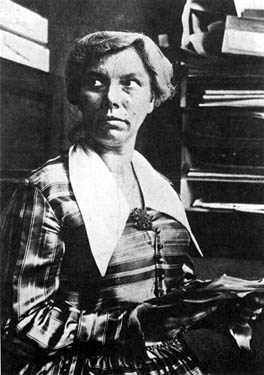
Kate Richards O'Hare en 1913

Carrie Katherine 'Kate' Richards O'Hare (26 de marzo de 1876 - 10 de enero de 1948) fue una activista, editora y oradora del Partido Socialista de América más conocida por su polémico encarcelamiento durante la Primera Guerra Mundial.

## Biografía

### Primeros años
Carrie Katherine Richards nació el 26 de marzo de 1876, en el condado de Ottawa, Kansas. Su padre, Andrew Richards (1846-1916), era el hijo de propietarios de esclavos que habían llegado a odiar la institución, alistándose como un clarín y baterista en el Ejército de la Unión al estallar la guerra civil estadounidense en 1861. Tras la conclusión de la guerra, se casó con su novia de la infancia y se mudó a la frontera oeste de Kansas, donde él y su esposa Lucy criaron a Kate y sus cuatro hermanos, criando a los niños como socialistas desde una edad temprana.
O'Hare trabajó brevemente como maestra en Nebraska antes de convertirse en aprendiz de maquinista en su natal Kansas. Después de ser conmovida por un discurso de la activista laboral Mary Harris Jones, se sintió atraída por la política socialista. Se casó con su compañero socialista Frank P. O'Hare.

### Carrera política
Ella sin éxito se postuló como candidata para el Congreso de los Estados Unidos en Kansas en el boleto Socialista en 1910.
En las páginas de National Rip-Saw, una revista socialista con sede en St. Louis en la década de 1910, O'Hare defendió las reformas a favor de la clase trabajadora y recorrió el país como una oradora. En 1916, el Partido Socialista de Misuri nombró a O'Hare candidato para el Senado de los Estados Unidos, encabezando el boleto Socialista en el estado.
Después de la entrada de América en la Primera Guerra Mundial en 1917, O'Hare dirigió el Comité del Partido Socialista en Guerra y Militarismo. Por dar un discurso contra la guerra en Bowman, Dakota del Norte, O'Hare fue condenada y enviada a prisión por las autoridades federales por violar la Ley de Espionaje de 1917, un acto que penaliza la interferencia con el reclutamiento y el alistamiento de personal militar. Sin centros penitenciarios federales para mujeres existentes en ese momento, fue entregada a la Penitenciaría del Estado de Misuri con una sentencia de cinco años en 1919, pero fue perdonada en 1920 después de una campaña nacional para asegurar su liberación. En prisión, O'Hare conoció a las anarquistas Emma Goldman y Gabriella Segata Antolini, y trabajó con ellas para mejorar las condiciones de la prisión.
Después de su liberación y el final de la guerra, el apoyo al movimiento de Amnistía disminuyó. En abril de 1922, para liberar a los "presos políticos" de Estados Unidos, dirigió la "Cruzada de niños", una marcha de campo traviesa, para incitar a Harding a liberar a otros condenados por la misma Acta de Espionaje de 1917 con la que había sido condenada. Con el apoyo de la incipiente ACLU, las mujeres y los niños permanecieron a las puertas de la Casa Blanca durante casi dos meses antes de que Harding se reuniera con ellos, liberando en última instancia a muchos de los presos de conciencia.
O'Hare, a diferencia del líder del Partido Socialista Eugene V. Debs y otros socialistas prominentes de la época, apoyaba la segregación racial y escribió un panfleto de 1912 titulado "Nigger" Equality, que intentaba atraer a los votantes del Sur.

### Años después
Kate O'Hare se divorció de Frank O'Hare en junio de 1928 y se casó con el ingeniero y empresario Charles C. Cunningham en California en noviembre del mismo año. A pesar de su participación continua en la política, gran parte de la prominencia de O'Hare se desvaneció gradualmente. O'Hare trabajó en nombre de la campaña populista radical de Upton Sinclair en las elecciones para gobernador de California en 1934, y sirvió brevemente en el personal del político del Partido Progresista de Wisconsin Thomas R. Amlie en 1937-38. Estimada como defensora de la reforma penal, se desempeñó como asistente del director del Departamento de Penología de California en 1939-40.

### Muerte
O'Hare murió en Benicia, California, el 10 de enero de 1948.

## Trabajos
- Americanismo y bolchevismo. St. Louis, MO: F. P. O'Hare, 1919.
- "Cómo me volví un agitador socialista", Socialist Woman [Girard, KS], octubre de 1908, pp. 4-5.
- En prisión. Nueva York: A.A. Knopf, 1923. (Internet Archive,)
- "Nigger" Equality". St. Louis, MO: National Rip-Saw, 1912.
- Socialismo y la Guerra Mundial. St. Louis, MO: F. P. O'Hare, 1919.
- The Sorrows of Cupid. St. Louis, MO: National Rip-Saw, 1912.

## Otras lecturas
- Neil K. Basen, "Kate Richards O'Hare: La "primera dama" del Socialismo Americano", 1901-1917," Labor History, vol. 21, no. 2 (Primavera de 1980), pp. 165-199.
- Peter J. Buckingham, Rebel Against Injustice: The Life of Frank P. O'Hare. O'Hare. Columbia, MO: Prensa de la Universidad de Misuri, 1996.
- J. Louis Engdahl, Debs y O'Hare in Prison. Chicago: Partido Socialista, [¿1919?].
- Philip S. Foner, y Sally M. Miller (eds.), Kate Richards O'Hare: Escrituras seleccionadas y discursos. Baton Rouge, LA: Prensa de la Universidad Estatal de Luisiana, 1982.
- Kathleen Kennedy, "Echar un mal de ojo a la juventud de la nación: Maternidad y subversión política en la acusación de Kate Richards O'Hare en tiempo de guerra, 1917-1924", Estudios estadounidenses, vol. 39, no. 3 (Otoño de 1998), pp. 105-129. En JSTOR
- Stanley Mallach, "Red Kate O'Hare llega a Madison: La política de la libertad de expresión", Wisconsin Magazine of History, vol. 53, no. 3 (Primavera de 1970), págs. 204-222. En JSTOR
- Sally M. Miller, De la pradera a la prisión: La vida de la Activista Social Kate Richards O'Hare. Columbia, MO: Prensa de la Universidad de Misuri, 1993.
- Sally M. Miller, "Un camino que se acerca al círculo completo: Kate Richards O'Hare", en Jacob H. Dorn (editor), Socialismo y cristianismo en los comienzos del siglo XX en Estados Unidos. Westport, CT: Greenwood Press, 1998.
- David Roediger, "Americanismo y fordismo - Estilo estadounidense: Kate Richards O'Hare dice "¿Henry Ford se ha portado bien?'' Labor History, vol. 29, no. 2 (1988), pp. 241-252.
- William Edward Zeuch, La verdad sobre el caso O'Hare. Y la dirección de Kate Richards O'Hare a la corte. St. Louis, MO: F.P. O'Hare, n.d. [do. 1919].

- Datos: Q6375743
- Multimedia: Kate Richards O'Hare / Q6375743